# 1670'erne f.Kr.
Århundreder: 18. århundrede f.Kr. – 17. århundrede f.Kr. – 16. århundrede f.Kr.
Årtier: 1720'erne f.Kr. 1710'erne f.Kr. 1700'erne f.Kr. 1690'erne f.Kr. 1680'erne f.Kr. – 1670'erne f.Kr. – 1660'erne f.Kr. 1650'erne f.Kr. 1640'erne f.Kr. 1630'erne f.Kr. 1620'erne f.Kr.
Årstal: 1679 f.Kr. 1678 f.Kr. '1677 f.Kr. 1676 f.Kr. 1675 f.Kr. 1674 f.Kr. 1673 f.Kr. 1672 f.Kr. 1671 f.Kr. 1670 f.Kr.

## Hændelser
- ca. 1674 f.Kr. — Slut på Det mellemste Rige i oldtidens Egypten. Start på anden mellemepoke. 15.–17. dynastier.
- Egypten: Start på 15. dynasti.
- 1674 f.Kr. — Ipuwer papyrus neskrevet.
- 1674 f.Kr. — Hyksos invaderer Egypten.

## Dødsfald
- 1674 f.Kr. — Farao Djedhotepre Dedumose af Egypten.
- 1677 f.Kr. — Terah, Abrahams far, ifølge den jødiske kalender